# Ynglingatal

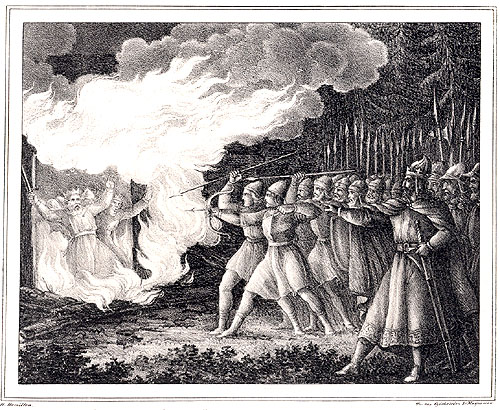
scalde norvégien

L’Ynglingatal (« Dénombrement des Ynglingar ») est un poème attribué au scalde norvégien Þjóðólfr ór Hvini et composé à la fin du Xe ou au début du XIe siècle. Cette attribution, généralement admise, a toutefois été contestée.
L’Ynglingatal  a été composé en l'honneur de Rögnvaldr heiðum hæri, roi du Vestfold et cousin du roi de Norvège Haraldr hárfagri. Il mentionne 26 de ses ancêtres, chacun faisant l'objet d'une ou deux strophes évoquant principalement les circonstances de sa mort, en remontant jusqu'aux origines mythologiques de la dynastie royale suédoise des Ynglingar. Les 37 ou 38 strophes du poème, composées dans un mètre eddique, le kviðuháttr, ont été conservées dans l’Ynglinga saga de Snorri Sturluson, dont l’Ynglingatal constitue la source principale.
Dans la mesure où Snorri indique dans le prologue de la Heimskringla que 30 ancêtres paternels de Rögnvaldr sont nommés dans le poème, il a parfois été suggéré que ses premières strophes seraient manquantes. D'ailleurs, si Fjölnir est le premier roi  apparaissant dans l’Ynglingatal, il est précédé d'Odin, Njörðr et Freyr (ou Yngvi-Freyr) dans l’Ynglinga saga, d'Yngvi, Njörðr et Freyr dans l’ Íslendingabók d'Ari Þorgilsson et l’Historia Norwegiae.   
S'« il semble que le propos de Þjóðólfr ait été d'assurer à un obscur Rögnvaldr du Vestfold [...] une généalogie qui fondât les aspirations de ce prince au pouvoir », l’Ynglingatal, qui mêle mythe et histoire, est aussi une source importante pour l'étude de la mythologie et de la religion nordiques.

## Éditions
- Éditions de Finnur Jónsson et de Bjarni Aðalbjarnarson.
- Édition d'Edith Marold.

## Traductions
- (fr) Snorri Sturluson.  Histoire des Ynglingar. In : Histoire des rois de Norvège = Heimskringla. Trad. du vieil islandais, intr. et annoté par François-Xavier Dillmann. Première partie, Des origines mythiques de la dynastie à la bataille de Svold. Paris : Gallimard, 2000. (L'Aube des peuples).  (ISBN 2-07-073211-8).
- (fr) Snorri Sturluson. La Saga des Ynglingar précédée du Prologue à la Heimskringla. Préface, notes et traduction du vieil islandais  par Ingeborg Cavalié. Paris : Éditions du Porte-Glaive, 1990. (Lumières du septentrion).  (ISBN 2-906468-16-9).
- (en) Snorri Sturluson. Saga of the Ynglings = Ynglinga saga. In : Heimskringla  : history of the kings of Norway. Translated with introd. and notes by Lee M. Hollander. Austin : University of Texas Press for the American-Scandinavian Foundation, 2005. First published 1964.  (ISBN 0-292-73061-6).